# Alaba Kulito
Alaba Kulito, ou Kulito (aussi K'olito), est une ville et un woreda du centre-sud de l'Éthiopie, chef-lieu de la zone Halaba.
Elle se trouve à près de 1 800 m d'altitude et 60 km au sud-est d'Hosaena sur la route en direction de Shashamané.
Peuplée de 26 867 habitants au recensement national de 2007, elle fait partie de la région des nations, nationalités et peuples du Sud jusqu'au transfert de la zone Halaba dans la région Éthiopie du Centre en août 2023.
Elle obtient le statut de woreda, au plus tard en 2021, au moment où l'ancien woreda spécial Alaba se transforme en zone administrative sous le nom d'Halaba. Ce woreda urbain occupe presque 10 km2 et s'appelle Kulito town. Sa population actuelle n'est pas connue.